# Mały Borek
Mały Borek – mała osada śródleśna w Polsce położona w województwie podlaskim, w powiecie augustowskim, w gminie Płaska Leży na obszarze Puszczy Augustowskiej wokół leśniczówki Mały Borek nad rzeczką Maleszówką.
Obejmuje powierzchnię 90,49 ha. Osada jest częścią składową sołectwa Mikaszówka. Jest to rezerwat leśny chroniący typowe dla Puszczy Augustowskiej postacie drzewostanów borowych, a także istniejące tu miejsca lęgowe i torfowiska głuszca.
W latach 1975–1998 miejscowość należała administracyjnie do województwa suwalskiego.